# Kauboj
Kauboj (od engleskog cow = krava i boy = momak ili dječak), naziv za konjanika vještog u čuvanju stoke u razdoblju Divljeg zapada, na području zapadno od rijeke Mississipiija. U drugim područjima Novog svijeta zvali su se gauchosi (Argentina, Urugvaj i Paragvaj), huasosi (Čile) ili vaquerosi (Meksiko, Venezuela) i vaqueirosi (Brazil). Lik romantičnog buntovnika i osamljenika koji je postao simbolom Divljeg zapada, ali i američkog individualizma, ovijekovječen je u brojnim književnim djelima i western filmovima.
Glavno doba kauboja počelo je nakon 1865. godine, a završilo je do 1890. godine kada su se otvorena prostranstva preobrazila u ograđene farme, a zakon prisilio uzgajivače stoke da stoku zatvore u ograđene rančeve, smještene u blizini željezničke pruge.
Kaubojski život je bio težak i iziskivao je veliku sposobnost prilagodbe, istančane vještine, snagu i snalažljivost. Veliki dio vremena kauboji su provodili na konju, prateći stoku velikim otvorenim prostranstvima do konačnog odredišta, bilo mjesta prodaje ili dovođenja na ranč. U tu svrhu su se kauboji morali organizirati na način da što lakše podnesu život dugotrajnog boravka u divljini. Standardna odjeća kauboja bio je šešir s većim obodom koji ga je štitio od Sunca i prašine, marama kojom je mogao zaštiti usta i nos u slučaju pješćane oluje ili za zaštitu vrata od vrućine i znoja, košulja i zimi jakna, čvrste hlače farmerke otporne na habanje, dodatna zaštita za hlaće, visoke čizme te opasač za revolvere i dalekometna puška. Na konju je imao teško i čvrsto sedlo, bisage za nošenje hrane i dodatne opreme, čuturu za piće, laso i deku za spavanje na otvorenom. U standardnu opremu su ulazile i cigarete, šibice i kava.

## Kauboj u suvremenom dobu
Žičana ograda je oko 1880. godine ograničila kretanje stoke unutar ranča, a do 1890. godine su transport i tvornice za obradu mesa podignute bliže područjima rančeva, zbog čega je naporan i dugotrajan transport stoke do odredišta postao većinom nepotreban. Unatoč tome, klasičan kaubojski način gonjenja stoke ostao je mjestimično u uporabi sve do 1940-ih godina, kada je pojavom motoriziranih vozila prestala potreba za prijašnjim klasičnim načinom gonjenja stoke.
Danas kauboji rade uglavnom na rančevima i više su stacionarni nego što su to bili do početka 20. stoljeća. U nekim zapadnim američkim državama kauboji i njihov posao su oblik lokalne kulture i načina života te tradicije koja se pokušava zaštititi. U tu svrhu nastali su i rodei u kojima se natječu kauboji u vještinama poput kročenja divljeg konja bez sedla, zauzdavanja stoke lasom i hrvanja s bikom.

## Kauboj u popularnoj kulturi
Pogotovo oko 1930. postojao je u SAD-u nostalgičan hir prema kaubojima i njihovoj tradiciji pa su kaubojski šeširi, čizme, konj i oružje slovili kao vrlo muževni. Tada su bili popularni kauboji u brojnim stripovima (u Europi, primjerice, Tex Willer), country glazbi, u modi i brojnim igranim filmovima.

## Vanjske poveznice
- Kauboj – Hrvatska enciklopedija
- Kauboj – Proleksis enciklopedija
- Kauboj – Hrvatski jezični portal
- Kauboj – Britannica Online (engl.)